# Carla Schulz-Hoffmann
Carla Schulz-Hoffmann (* 28. August 1946 in Burscheid) ist eine deutsche Kunsthistorikerin.

## Leben und Wirken
Carla Schulz-Hoffmann studierte Kunstgeschichte, Philosophie und Archäologie in Köln und München. 1974 promovierte sie an der Ludwig-Maximilians-Universität München bei Norbert Huse zum Thema „Rezeption der deutschen romantischen Malerei in Kunstliteratur und Kunstgeschichte“. Die Dissertation setzt sich am Beispiel der Deutschen Romantik mit der unterschiedlichen Bewertung historischer Phänomene auf der Grundlage veränderter zeitlicher und gesellschaftlicher Fragestellungen auseinander.
Nach einem Volontariat an den Bayerischen Staatsgemäldesammlungen in München wurde sie 1975 wissenschaftliche Referentin für die Kunst des 20. Jahrhunderts. Von 1991 bis 2011 war sie stellvertretende Generaldirektorin der Bayerischen Staatsgemäldesammlung sowie von 2002 Referentin für die Pinakothek der Moderne und das Museum Brandhorst.
An den Bayerischen Staatsgemäldesammlungen standen große Übersichtsausstellungen zu Georg Baselitz, Andy Warhol und Cy Twombly, Präsentationen der Sammlungen Udo und Anette Brandhorst und Michael und Eleonore Stoffel sowie Planungen und Neubau der Pinakothek der Moderne und des Museum Brandhorst im Zentrum ihrer Tätigkeiten. 2012 kuratierte sie die Ausstellung „Frauen. Pablo Picasso, Max Beckmann, Willem de Kooning“.
Carla Schulz-Hoffmann hat vornehmlich Publikationen zur Kunst des zwanzigsten Jahrhunderts veröffentlicht. Seit 1981 nimmt sie Lehraufträge an der Ludwig-Maximilians-Universität und der Akademie der Bildenden Künste München wahr, an der sie 1993 eine Honorarprofessur erhielt. Sie war Mitglied in zahlreichen Jurien und Kuratorien, derzeit im wissenschaftlichen Beirat und im Leitungsgremium der Katholischen Akademie in Bayern.
Am 31. August 2011 ging Carla Schulz-Hoffmann in den Ruhestand.

## Privates
Carla Schulz-Hoffmann ist seit 1972 mit dem Diplom-Kaufmann und Regionalplaner Hans-Dieter Schulz verheiratet.

## Ehrungen
- 2012: Verdienstkreuz am Bande der Bundesrepublik Deutschland

## Publikationen (Auswahl)
- Georg Baselitz. Kat.-Ausst. München 1976
- Lucio Fontana. Kat.-Ausst. München, Darmstadt, Bielefeld 1983, Prestel, München 1983, ISBN 3-7913-0662-6
- Max Beckmann, Retrospektive. Kat.-Ausst. München, Berlin, St. Louis, Los Angeles 1983/84, hrsgn. von Carla Schulz-Hoffmann und Judith C. Weiss, Prestel, München 1984, ISBN 3-7913-0607-3.
- Mythos Italien – Wintermärchen Deutschland, Die italienische Moderne und ihr Dialog mit Deutschland. Kat.-Ausst. München 1988, hrsg. von Carla Schulz-Hoffmann, Prestel, München 1988, ISBN 3-7913-0852-1.
- Max Beckmann, Der Maler. Monographie, Bruckmann, München 1991, ISBN 3-7654-2432-3.
- Andy Warhol, The Last Supper. Hatje Cantz, Ostfildern 1998, ISBN 978-3-89322-952-9
- Baselitz Remix. Kat.-Ausst., Hatje Cantz, Ostfildern 2006, ISBN 3-7757-1846-X.
- Max Beckmann – Exil in Amsterdam. Kat.-Ausst. Amsterdam/München 2007/08, ISBN 978-3-7757-1837-0 (deutsch), ISBN 978-3-7757-1838-7 (englisch).
- Frauen. Pablo Picasso, Max Beckmann, Willem de Kooning. Kat.-Ausst. München, Hatje Cantz, Ostfildern 2012, ISBN 978-3-7757-3266-6

| Personendaten    | Personendaten              |
| ---------------- | -------------------------- |
| NAME             | Schulz-Hoffmann, Carla     |
| KURZBESCHREIBUNG | deutsche Kunsthistorikerin |
| GEBURTSDATUM     | 28. August 1946            |
| GEBURTSORT       | Burscheid                  |